# Rockefeller University
Rockefeller University (Rockefeller Universitetet) er et privat universitet, som grundlæggende fokuserer på forskning i biomedicinske områder. Universitetet er beliggende på Upper East Side af Manhattan i New York. Den nuværende formand er Marc Tessier-Lavigne, som efterfulgte Sir Paul Nurse i 2011.
23 nobelprisvindere har været forbundet med universitetet.
Rockefeller Universitetet blev grundlagt i 1901.
Universitetet har været sæde for flere videnskabelige gennembrud. 
Videnskabsfolk fra Rockfeller Universitetet har for eksempel fastslået, at DNA er det kemiske grundlag for arvelighed, opdaget blodtyper og grundlagt det moderne område cellebiologi.
Det oprindelige Rockefeller Institute for Medical Research (Rockefeller Institut for medicinsk forskning) blev grundlagt i 1901 af oliebaron og filantrop John D. Rockefeller, Sr., der tidligere havde grundlagt University of Chicago i 1889. Rockefeller-familien har opretholdt stærke forbindelser med institutionen i hele dens historie – David Rockefeller, for at give bare et eksempel, er den nuværende æresformand. Instituttet har ændret navn til The Rockefeller University i 1965 efter at have udvidet sit kommissorium til at omfatte uddannelse.